# 北九州市
北九州市（日语：／ Kitakyūshū shi */?）是日本福岡縣北部的一個政令指定都市，位於九州島最北端，隔關門海峽與本州相望。北九州是北九州工業地帶的中心都市，在1963年由門司市、小倉市、戶畑市、八幡市、若松市合併誕生，是日本三大都市圈之外的首個政令指定都市，也是首個非都道府縣廳所在地的政令指定都市，現在北九州市仍是西日本非都道府縣廳所在地城市中人口最多的城市。
北九州市是九州地方僅次於福岡市的第二大城市，和關門海峽對岸的山口縣下關市共同組成關門都市圈。地處九州玄關口的北九州市是九州主要的公路和鐵路起點，堪稱陸上交通的樞紐。臨關門海峽的地理位置也使得北九州市成為海上交通的要衝、重要的物流及港灣都市。北九州憑藉鋼鐵工業而確立了工業都市的地位，但由於公害問題和產業構造的變化，北九州市的人口流出問題嚴重，自1980年代之後長期陷入人口減少的局面。現在北九州市的環境狀況已經得到改善，並且被經濟合作與發展組織認定為亞洲首個綠色成長模範城市。

## 歷史

### 古代史

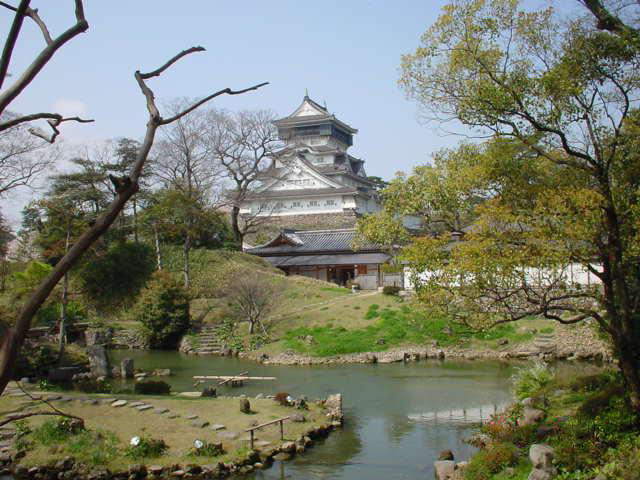
小倉城

在北九州市發現了彌生時代的重留遺跡和古墳時代的曾根平原古墳群、小田山古墳群等遺跡，顯示北九州市很早就已經有人類活動。進入奈良時代實施律令制之後，現在的門司區、小倉北區、小倉南區全境和八幡東區的東部屬於豐前國（企救郡），八幡東區的西部和八幡西區、若松區、戶畑區全境屬於筑前國（遠賀郡、鞍手郡），兩者分屬不同的令制國。646年時（大化2年），政府在現在的和布刈神社附近設立門司關，是現在門司區地名的由來。1185年（元曆2年/壽永4年），源平合戰的最後一役壇之浦之戰就發生在北九州市和下關市之間的關門海峽。
1403年（應永10年），大內盛見被任命為豐前守護。自此至16世紀中期，北九州一帶被劃入大內氏的勢力範圍。1551年（天文20年），大內氏遭到家臣陶晴賢謀反，實權被陶晴賢所奪。此後大友義鎮趁機攻入曾是大內氏領地的豐前和筑前地區，成為九州最大的勢力。1587年（天正15年），豐臣秀吉在平定九州之後將小倉六万石封給毛利勝信。關原之戰之後，細川忠興成為新的北九州一帶的統治者。他在1602年（慶長7年）修築小倉城，開啟了小倉城下町的歷史。1632年（寛永9年），小倉藩第二代藩主細川忠利被轉封到熊本，小笠原忠真成為新的小倉藩主，此後直到幕末為止，小笠原氏都是北九州地區的統治者。

### 明治維新到五市合併

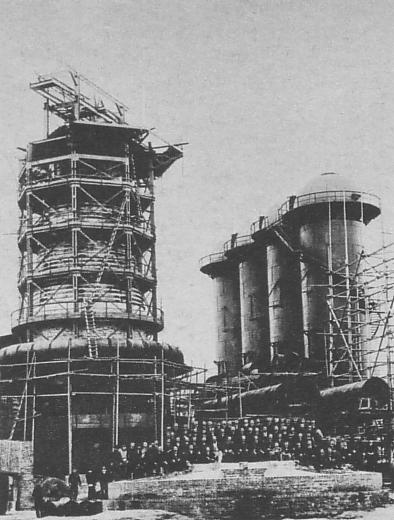
官營八幡製鐵所

明治維新之後，日本在1871年實施廢藩置縣，北九州地區被劃入小倉縣。不過僅在5年之後小倉縣的大部分地區就被併入福岡縣，此後北九州一帶一直屬於福岡縣。地處交通和軍事要地的北九州得到了中央政府的高度重視。1889年門司港被指定為特定輸出港和1891年門司車站（現門司港車站）至高瀨車站（現玉名車站）之間的鐵路開通意味著北九州成為九州的玄關口。1898年日本皇軍將第12師團總部設在小倉和1901年八幡製鐵所開業則象徵北九州開始成為「軍都」和「重工業都市」。西日本最大的要塞下關要塞的部分區域位於北九州市沿海地區，小倉城和現在若松區的沿海地區曾長期禁止普通民眾進入，可見北九州的軍事地位。1899年，門司市成為北九州地區最早設市的城市。翌年小倉也順利設市。進入大正時代之後，若松、八幡、戶畑亦相繼設市。
自明治到第二次世界大戰的時期是北九州地區人口快速增加和工業化的時代。在明治末期到大正時期，貿易據點的門司和煉鋼廠所在的八幡是北九州五市中發展最快的地區:165。自明治後期至大正初期，八幡是日本人口增長最快的城市。1891年時，尚未興建煉鋼廠的八幡僅有人口2118人，但在1919年時已增加到84682人。八幡在不到30年的時間內人口增加了約40倍，成長為當時九州的第二大城市。門司在1868年時人口僅有2719人。但到昭和初期，門司已開通了前往中國大連、天津等地的航路，是連接日本本土和朝鮮半島及中國的結點，一躍成為西日本的貿易和金融中心:165。1942年時，門司已成為面積66.7平方公里，人口約有15.2萬人的重要城市。戶畑在明治中期時只是一個人口約3000人的漁村，但隨著鄰近的八幡地區的工業發展，戶畑的人口也快速增加。特別是1914年旭硝子和1921年八幡製鐵所在戶畑設廠使得戶畑也發展成為工業城市。1922年時，戶畑的人口已增加到35138人。若松在北九州的工業格局中則扮演了煤炭輸出港的角色。1889年時若松僅有人口2764人，但隨著港口的發展和鐵路的開通，若松同樣迎來了人口的急劇增加。1908年時，若松已有人口24742人。相對於其他四市，城下町小倉雖然發展速度相對較慢，但同樣得到了鄰近地區飛速發展的波及效果。特別是在進入20世紀之後，隨著第12師團的進駐，小倉的人口也開始急速增加。成立於1933年的小倉陸軍造兵廠是當時日本最大的兵工廠之一，也是氣球炸彈的主要產地。

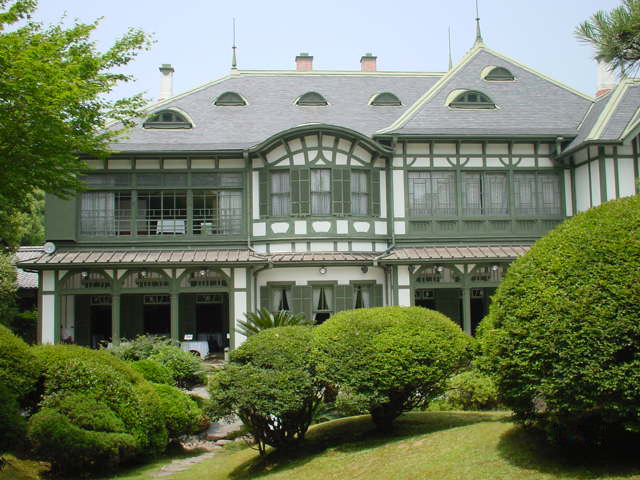
位於戶畑區的西日本工業俱樂部

1942年，連接門司和下關的關門隧道開通，是世界首條海底隧道，顯示北九州地區在二戰爆發之後仍取得發展。然而北九州地區重要的軍事和工業地位亦使其成為美軍空襲的目標。北九州市在二戰期間經歷了三次大規模空襲。1944年6月16日的空襲是美軍首次使用B-29超級堡壘轟炸機轟炸日本本土，範圍覆蓋整個北九州地區，322人在空襲中遇難。1945年6月29日的空襲則以門司市為主要目標，55人遇難，3616戶住宅被燒毀。1945年8月8日的空襲以八幡、若松、戶畑三地為目標。1945年8月9日，美軍原本計劃在小倉投下原子彈，但由於當天小倉天氣陰天加上前一天八幡地區空襲之後的煙霧尚未散去，小倉上空視界不良，因此原子彈投彈地點改為長崎，小倉幸運的逃過一劫。
由於北九州地區五市之間關係密切，因此自20世紀初期開始就有合併構想。1903年時，已有門司、小倉合併的構想和若松、戶畑合併的構想。1922年時，福岡縣議會提議北九州地區一體化。1928年，曾有合併若松、戶畑兩市的構想，但因新市政府的所在地而最終擱淺:167。1934年，曾有若松、小倉、戶畑三市合併的運動，但因戶畑的消極態度而不了了之。1943年和1947年亦曾有兩次合併運動，但均因門司的反對而未能實現。直到1960年，因北九州工業地帶經濟蕭條，合併主張再次升溫。1963年2月10日，五市正式合併，北九州市誕生，並在同年4月1日成為政令指定都市。而在討論合併後新市名時，曾進行了票選，原本票選第一名是「西京市」，第二名才是「北九州市」。但因為有人提出必須只有歷史上天皇曾經居住過的城市才可以使用「京」的名稱，因此最後選擇了第二名的「北九州市」。

### 北九州市的誕生

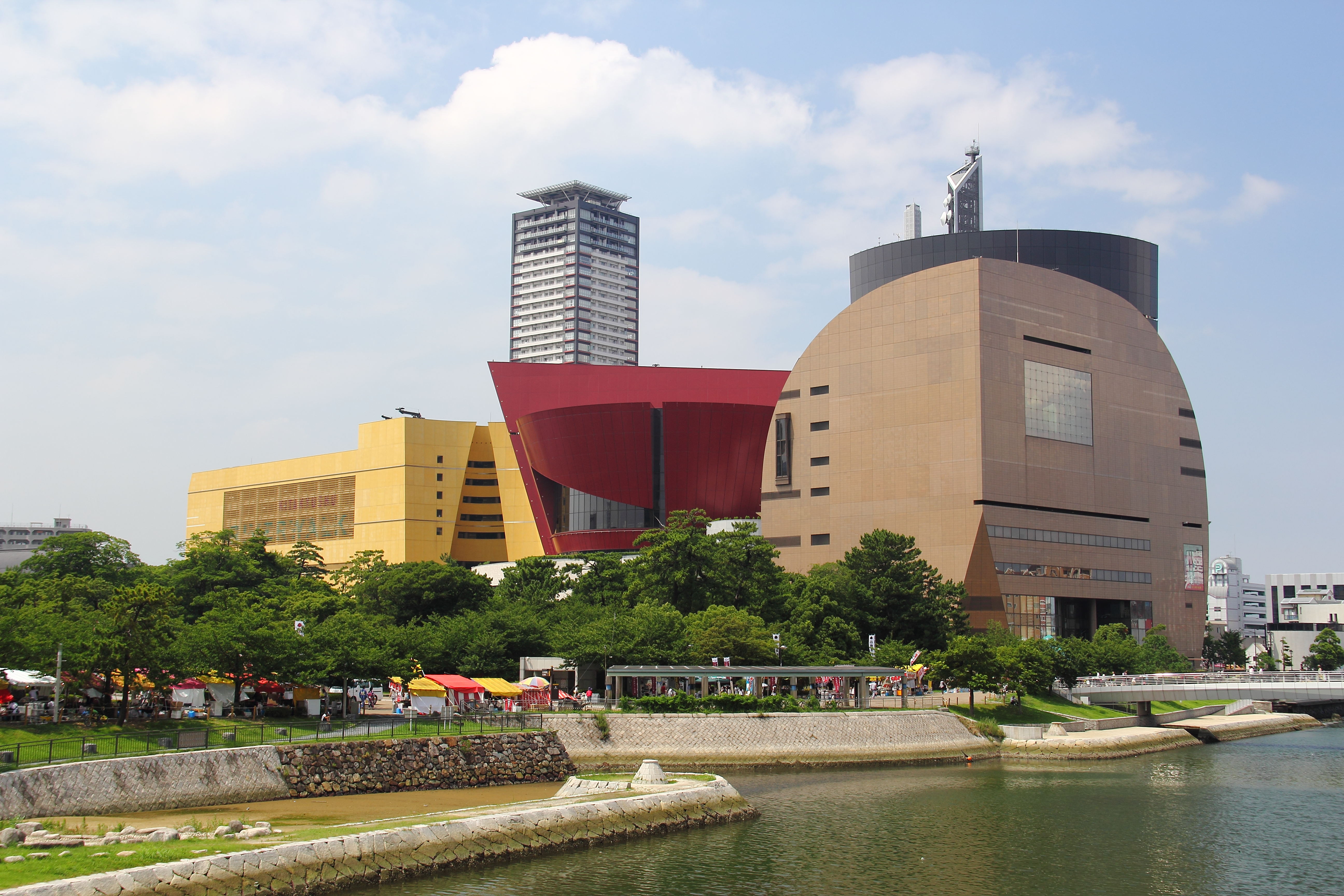
RiverWalk北九州是北九州文藝復興構想的代表工程

在實現合併之後，1970年代的北九州市迎來了眾多重大建設。1973年關門橋的開通使得關門海峽兩岸的交通更加便捷，翌年山陽新幹線的通車使得北九州前往大阪市和東京的陸上交通大幅改善。1972年新市政府大樓的竣工和1974行政區劃的調整象徵北九州市的市政也在1970年代中期實現了整合。在經濟高速成長時期，北九州雖然迅速工業化，但也帶來了嚴重的環境污染問題。洞海灣有「死海」之稱。1970年代之後，在民眾和政府的努力下，北九州的自然環境有了大幅改善。然而另一方面，由於重工業在經濟中的地位不斷下降，以重工業為主的北九州市也面臨嚴重的產業轉型和人口外流的問題。北九州市的人口自1979年開始就不斷減少，企業的人力需求也低於日本平均水準。1988年，北九州市在合併25週年之際提出了北九州市文藝復興構想，將都市發展方針由原本的均衡發展（多核都市論）改為以小倉都心和黑崎站副都心為中心的集中型都市，若松、戶畑、折尾等地則改為地域中心核，施政方針大幅轉換。現在北九州市以科技、環保、旅遊等產業為發展重點，並在2011年被選入綠色亞洲國際戰略綜合特區，試圖提升都市競爭力。

### 市町村合併變遷表
| 1889年4月1日 | 1889年 - 1912年                 | 1889年 - 1912年                  | 1912年 - 1944年          | 1912年 - 1944年          | 1945年 - 1954年          | 1955年 - 現在          | 現在                   |
| ------------ | ------------------------------- | -------------------------------- | ------------------------ | ------------------------ | ------------------------ | ---------------------- | ---------------------- |
| 小倉町       | 小倉町                          | 1900年4月1日 小倉市              | 1900年4月1日 小倉市      | 小倉市                   | 小倉市                   | 1963年2月10日 北九州市 | 1963年2月10日 北九州市 |
| 足立村       | 足立村                          | 足立村                           | 1927年4月1日 併入小倉市  | 小倉市                   | 小倉市                   | 1963年2月10日 北九州市 | 1963年2月10日 北九州市 |
| 城野村       | 城野村                          | 1907年6月1日 企救村              | 1917年10月1日 企救町     | 1937年9月1日 併入小倉市  | 小倉市                   | 1963年2月10日 北九州市 | 1963年2月10日 北九州市 |
| 東紫村       |                                 | 1907年6月1日 企救村              | 1917年10月1日 企救町     | 1937年9月1日 併入小倉市  | 小倉市                   | 1963年2月10日 北九州市 | 1963年2月10日 北九州市 |
| 西紫村       | 西紫村                          | 1908年4月1日 併入企救村          | 1917年10月1日 企救町     | 1937年9月1日 併入小倉市  | 小倉市                   | 1963年2月10日 北九州市 | 1963年2月10日 北九州市 |
| 西紫村       | 西紫村                          | 1908年4月1日 併入板櫃村          | 1922年10月1日 板櫃町     | 1925年4月28日 併入小倉市 | 小倉市                   | 1963年2月10日 北九州市 | 1963年2月10日 北九州市 |
| 板櫃村       |                                 |                                  | 1922年10月1日 板櫃町     | 1925年4月28日 併入小倉市 | 小倉市                   | 1963年2月10日 北九州市 | 1963年2月10日 北九州市 |
| 中谷村       | 中谷村                          | 中谷村                           | 中谷村                   | 1941年4月1日 併入小倉市  | 小倉市                   | 1963年2月10日 北九州市 | 1963年2月10日 北九州市 |
| 西谷村       |                                 |                                  |                          | 1941年4月1日 併入小倉市  | 小倉市                   | 1963年2月10日 北九州市 | 1963年2月10日 北九州市 |
| 曾根村       | 曾根村                          | 1907年6月1日 曾根村              | 1934年4月1日 曾根町      | 1942年5月15日 併入小倉市 | 小倉市                   | 1963年2月10日 北九州市 | 1963年2月10日 北九州市 |
| 霧岳村       |                                 | 1907年6月1日 曾根村              | 1934年4月1日 曾根町      | 1942年5月15日 併入小倉市 | 小倉市                   | 1963年2月10日 北九州市 | 1963年2月10日 北九州市 |
| 芝津村       |                                 | 1907年6月1日 曾根村              | 1934年4月1日 曾根町      | 1942年5月15日 併入小倉市 | 小倉市                   | 1963年2月10日 北九州市 | 1963年2月10日 北九州市 |
| 朽網村       |                                 | 1907年6月1日 曾根村              | 1934年4月1日 曾根町      | 1942年5月15日 併入小倉市 | 小倉市                   | 1963年2月10日 北九州市 | 1963年2月10日 北九州市 |
| 東谷村       | 東谷村                          | 東谷村                           | 東谷村                   | 東谷村                   | 1948年9月10日 併入小倉市 | 1963年2月10日 北九州市 | 1963年2月10日 北九州市 |
| 文字關村     | 1894年8月1日 改制並改名為門司町 | 1899年4月1日 門司市              | 1899年4月1日 門司市      | 門司市                   | 門司市                   | 1963年2月10日 北九州市 | 1963年2月10日 北九州市 |
| 柳浦村       | 柳浦村                          | 1908年12月1日 改制並改名為大里町 | 1923年2月1日 併入門司市  | 門司市                   | 門司市                   | 1963年2月10日 北九州市 | 1963年2月10日 北九州市 |
| 東鄉村       | 東鄉村                          | 東鄉村                           | 1929年11月1日 併入門司市 | 門司市                   | 門司市                   | 1963年2月10日 北九州市 | 1963年2月10日 北九州市 |
| 松江村       | 松江村                          | 松江村                           | 松江村                   | 1942年5月15日 併入門司市 | 門司市                   | 1963年2月10日 北九州市 | 1963年2月10日 北九州市 |
| 若松村       | 1889年2月1日 若松町             | 1906年10月1日 若松町             | 1914年4月1日 若松市      | 1914年4月1日 若松市      | 若松市                   | 1963年2月10日 北九州市 | 1963年2月10日 北九州市 |
| 石峰村       |                                 | 1906年10月1日 若松町             | 1914年4月1日 若松市      | 1914年4月1日 若松市      | 若松市                   | 1963年2月10日 北九州市 | 1963年2月10日 北九州市 |
| 江川村       | 1908年2月15日 島鄉村            | 1908年2月15日 島鄉村             | 1908年2月15日 島鄉村     | 1931年8月1日 併入若松市  | 若松市                   | 1963年2月10日 北九州市 | 1963年2月10日 北九州市 |
| 洞北村       | 1908年2月15日 島鄉村            | 1908年2月15日 島鄉村             | 1908年2月15日 島鄉村     | 1931年8月1日 併入若松市  | 若松市                   | 1963年2月10日 北九州市 | 1963年2月10日 北九州市 |
| 八幡村       | 1899年2月15日 八幡町            | 1899年2月15日 八幡町             | 1917年3月1日 八幡市      | 1917年3月1日 八幡市      | 八幡市                   | 1963年2月10日 北九州市 | 1963年2月10日 北九州市 |
| 黑崎村       | 1897年4月23日 黑崎町            | 1897年4月23日 黑崎町             | 1897年4月23日 黑崎町     | 1926年11月2日 併入八幡市 | 八幡市                   | 1963年2月10日 北九州市 | 1963年2月10日 北九州市 |
| 上津役村     | 上津役村                        | 上津役村                         | 上津役村                 | 1937年5月5日 併入八幡市  | 八幡市                   | 1963年2月10日 北九州市 | 1963年2月10日 北九州市 |
| 洞南村       | 1904年7月1日 改名為折尾村       | 1904年7月1日 改名為折尾村        | 1918年12月3日 折尾町     | 1944年12月8日 併入八幡市 | 八幡市                   | 1963年2月10日 北九州市 | 1963年2月10日 北九州市 |
| 香月村       | 香月村                          | 香月村                           | 香月村                   | 1931年4月1日 香月町      | 1955年4月1日 併入八幡市  | 1963年2月10日 北九州市 | 1963年2月10日 北九州市 |
| 木屋瀨村     | 1898年9月2日 木屋瀨町           | 1898年9月2日 木屋瀨町            | 1898年9月2日 木屋瀨町    | 1898年9月2日 木屋瀨町    | 1955年4月1日 併入八幡市  | 1963年2月10日 北九州市 | 1963年2月10日 北九州市 |
| 戶畑村       | 1899年6月10日 戶畑町            | 1899年6月10日 戶畑町             | 1899年6月10日 戶畑町     | 1924年9月1日 戶畑市      | 1924年9月1日 戶畑市      | 1963年2月10日 北九州市 | 1963年2月10日 北九州市 |

來源：

## 地理

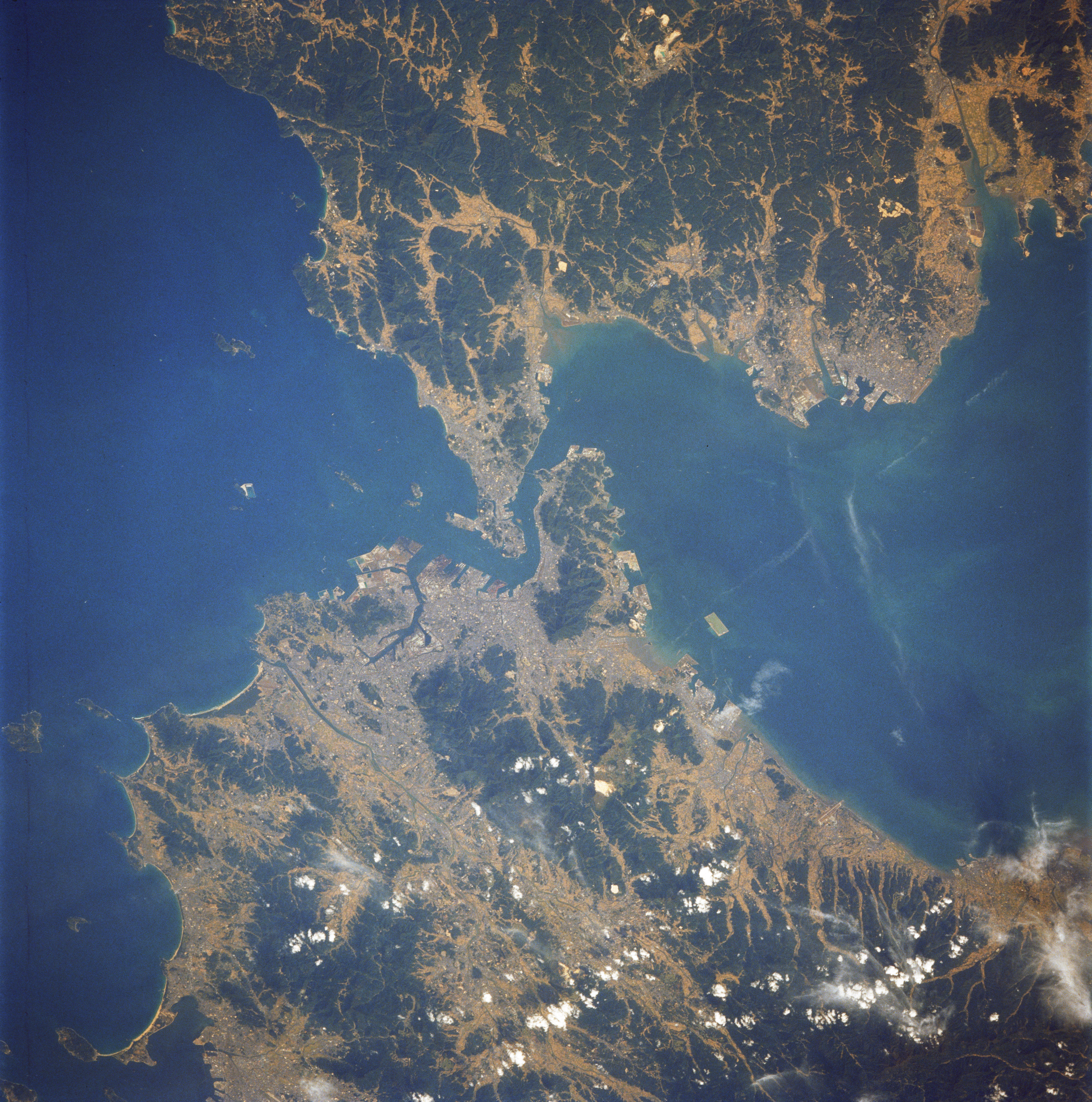
關門海峽的衛星地圖。下側是北九州市，上側是下關市。

北九州市位於九州島的東北端，市區北側是日本海（響灘），東側是瀨戶內海（周防灘）。北九州市的海岸線頗為複雜，全長約226公里。海岸線全長中只有約20公里是自然海岸，其他部分都是人工海岸。北九州市隔關門海峽和本州的下關市相望，兩市距離最近處是早鞆瀨戶，距離只有約650米。北九州市轄區由企救半島和若松半島組成，九州本島和若松本島之間有洞海灣相隔。若戶大橋橫跨洞海灣，是連接若松和戶畑兩地的重要交通手段:14。北九州市轄區中部（戶畑區南部、八幡東區）多是丘陵地，企救半島（門司區）的中脊部分和市轄區南部則是山區地形，被指定為北九州國定公園。自福岡縣北部至山口縣西部多石灰質地形，北九州市內亦有平尾台等喀斯特地形。
北九州市內有大小260條河川，但除了市區西南界的遠賀川之外沒有較大的河川，且因地形多山使得轄區內有眾多水庫。北九州市的主要島嶼有藍島、馬島、白島，北九州機場也興建在一個人工島之上。北九州市雖然是福岡縣面積最大的市町村，但由於地形多山，住宅和工廠多集中在狹小的平原地區。缺乏平地的這一地形特徵也使得北九州市在開發歷史上多次通過填海獲得土地。現在若松區、戶畑區和小倉北區的大部分港灣地區土地都是通過填海所得。
由於北九州市是由五市對等合併成立的都市，因此在合併之初，北九州市以「多核都市論」為城市規劃的指導方針，實施均衡發展的策略。然而由於這一政策成本高昂，加上經濟蕭條，使得均衡發展的方針難以為繼。1988年北九州市提出北九州市文藝復興構想之後，將以小倉車站為中心的小倉都心和以黑崎車站為中心的黑崎副都心為發展重點，由均衡發展路線轉換為集中型都市。小倉都心位於小倉北區，是北九州市的商業、行政中心地區。由於美軍在二戰期間將小倉列入原子彈爆炸目標，因此並未對小倉進行大規模空襲，使得小倉仍然部分保留了江戶時代的城下町都市格局:15。黑崎副都心位於八幡西區，是北九州西部的商業中心。黑崎是日本少數擁有放射型路網格局的市區:14，城市功能則以住宅和商業區為主。除了兩大中心地區之外，北九州市的主要繁華地區還有門司區的中心街區門司港；小倉南區西北部的德力；地處小倉和黑崎之間，以住宅區為主的戶畑；主要工業區的八幡；正在轉型為住宅區和文教地區的若松等地區。

### 氣候
北九州市的關門海峡和響灘沿岸地區屬於太平洋側氣候，周防灘沿岸地區氣候屬於瀨戶内海式氣候。冬季的北九州市受到日本海的對流雲影響而多陰天，但降水量遠少於日本海沿岸地區。春季是北九州一年之中氣溫變動較大的時期。在春季後期日照時間逐漸變長。關門海峽在早春容易發生濃霧。北九州市雖然夏季炎熱，但因位置偏北且臨近海岸，平均氣溫略低於福岡市。全年降水亦多集中在夏季。9月時北九州易受颱風影響，同樣是降水較多的時期。進入10月之後隨著高氣壓勢力的增強，北九州進入秋季，多是晴朗的天氣。海上氣象方面，響灘屬於日本海一部分的，在冬季風浪較大；周防灘則呈現典型的瀨戶內海式特徵，全年都較為平穩。
| ㋀                                | ㋁     | ㋂       | ㋃        | ㋄        | ㋅        | ㋆        | ㋇        | ㋈        | ㋉       | ㋊      | ㋋      |
| 83 9 3                            | 82 9 3 | 137 13 5 | 134 18 10 | 156 23 14 | 294 26 19 | 297 30 23 | 191 31 24 | 194 27 20 | 78 22 14 | 84 17 9 | 57 12 4 |
| 平均最高及最低溫度以攝氏（℃）表記 |        |          |           |           |           |           |           |           |          |         |         |
| 降雨總量單位為（㎜）              |        |          |           |           |           |           |           |           |          |         |         |
| 資料來源：日本氣象廳              |        |          |           |           |           |           |           |           |          |         |         |

| 英制單位換算                      | 英制單位換算 | 英制單位換算 | 英制單位換算 | 英制單位換算 | 英制單位換算 | 英制單位換算 | 英制單位換算 | 英制單位換算 | 英制單位換算 | 英制單位換算 | 英制單位換算 |
| --------------------------------- | ------------ | ------------ | ------------ | ------------ | ------------ | ------------ | ------------ | ------------ | ------------ | ------------ | ------------ |
| ㋀                                | ㋁           | ㋂           | ㋃           | ㋄           | ㋅           | ㋆           | ㋇           | ㋈           | ㋉           | ㋊           | ㋋           |
| 3.3 48 37                         | 3.2 48 37    | 5.4 55 41    | 5.3 64 50    | 6.1 73 57    | 12 79 66     | 12 86 73     | 7.5 88 75    | 7.6 81 68    | 3.1 72 57    | 3.3 63 48    | 2.2 54 39    |
| 平均最高及最低溫度以華氏（℉）表記 |              |              |              |              |              |              |              |              |              |              |              |
| 降雨總量單位為英吋（㏌）          |              |              |              |              |              |              |              |              |              |              |              |

| ㋀                                | ㋁     | ㋂       | ㋃        | ㋄        | ㋅        | ㋆        | ㋇        | ㋈        | ㋉       | ㋊      | ㋋      |
| 83 9 3                            | 82 9 3 | 137 13 5 | 134 18 10 | 156 23 14 | 294 26 19 | 297 30 23 | 191 31 24 | 194 27 20 | 78 22 14 | 84 17 9 | 57 12 4 |
| 平均最高及最低溫度以攝氏（℃）表記 |        |          |           |           |           |           |           |           |          |         |         |
| 降雨總量單位為（㎜）              |        |          |           |           |           |           |           |           |          |         |         |
| 資料來源：日本氣象廳              |        |          |           |           |           |           |           |           |          |         |         |

| 英制單位換算                      | 英制單位換算 | 英制單位換算 | 英制單位換算 | 英制單位換算 | 英制單位換算 | 英制單位換算 | 英制單位換算 | 英制單位換算 | 英制單位換算 | 英制單位換算 | 英制單位換算 |
| --------------------------------- | ------------ | ------------ | ------------ | ------------ | ------------ | ------------ | ------------ | ------------ | ------------ | ------------ | ------------ |
| ㋀                                | ㋁           | ㋂           | ㋃           | ㋄           | ㋅           | ㋆           | ㋇           | ㋈           | ㋉           | ㋊           | ㋋           |
| 3.3 48 37                         | 3.2 48 37    | 5.4 55 41    | 5.3 64 50    | 6.1 73 57    | 12 79 66     | 12 86 73     | 7.5 88 75    | 7.6 81 68    | 3.1 72 57    | 3.3 63 48    | 2.2 54 39    |
| 平均最高及最低溫度以華氏（℉）表記 |              |              |              |              |              |              |              |              |              |              |              |
| 降雨總量單位為英吋（㏌）          |              |              |              |              |              |              |              |              |              |              |              |

| 北九州市（八幡）    | 北九州市（八幡） | 北九州市（八幡） | 北九州市（八幡） | 北九州市（八幡） | 北九州市（八幡） | 北九州市（八幡） | 北九州市（八幡） | 北九州市（八幡） | 北九州市（八幡） | 北九州市（八幡） | 北九州市（八幡） | 北九州市（八幡） | 北九州市（八幡） |
| 月份                | 1月              | 2月              | 3月              | 4月              | 5月              | 6月              | 7月              | 8月              | 9月              | 10月             | 11月             | 12月             | 全年             |
| ------------------- | ---------------- | ---------------- | ---------------- | ---------------- | ---------------- | ---------------- | ---------------- | ---------------- | ---------------- | ---------------- | ---------------- | ---------------- | ---------------- |
| 历史最高温 °C（°F） | 18.7 (65.7)      | 24.0 (75.2)      | 25.2 (77.4)      | 30.1 (86.2)      | 32.4 (90.3)      | 34.2 (93.6)      | 36.9 (98.4)      | 36.6 (97.9)      | 34.5 (94.1)      | 33.0 (91.4)      | 26.2 (79.2)      | 20.9 (69.6)      | 37.0 (98.6)      |
| 平均高温 °C（°F）   | 9.4 (48.9)       | 10.5 (50.9)      | 13.7 (56.7)      | 19.2 (66.6)      | 23.6 (74.5)      | 26.8 (80.2)      | 30.5 (86.9)      | 31.6 (88.9)      | 27.9 (82.2)      | 22.9 (73.2)      | 17.4 (63.3)      | 12.2 (54.0)      | 20.5 (68.9)      |
| 日均气温 °C（°F）   | 5.8 (42.4)       | 6.5 (43.7)       | 9.5 (49.1)       | 14.4 (57.9)      | 18.7 (65.7)      | 22.4 (72.3)      | 26.4 (79.5)      | 27.4 (81.3)      | 23.7 (74.7)      | 18.3 (64.9)      | 12.9 (55.2)      | 8.1 (46.6)       | 16.2 (61.2)      |
| 平均低温 °C（°F）   | 2.4 (36.3)       | 2.8 (37.0)       | 5.4 (41.7)       | 9.8 (49.6)       | 14.3 (57.7)      | 18.7 (65.7)      | 23.2 (73.8)      | 24.1 (75.4)      | 20.2 (68.4)      | 14.0 (57.2)      | 8.8 (47.8)       | 4.4 (39.9)       | 12.3 (54.2)      |
| 历史最低温 °C（°F） | −4.0 (24.8)      | −6.2 (20.8)      | −3.8 (25.2)      | 0.5 (32.9)       | 6.4 (43.5)       | 10.5 (50.9)      | 15.4 (59.7)      | 17.7 (63.9)      | 8.9 (48.0)       | 3.5 (38.3)       | 0.7 (33.3)       | −3.6 (25.5)      | −12.6 (9.3)      |
| 平均降水量 mm（）   | 82.8 (3.26)      | 82.0 (3.23)      | 126.0 (4.96)     | 126.9 (5.00)     | 156.1 (6.15)     | 267.9 (10.55)    | 299.9 (11.81)    | 168.5 (6.63)     | 186.6 (7.35)     | 75.4 (2.97)      | 89.2 (3.51)      | 68.0 (2.68)      | 1,729.3 (68.1)   |
| 月均日照時數        | 94.6             | 113.6            | 146.0            | 184.5            | 198.2            | 149.5            | 168.8            | 197.5            | 158.4            | 170.4            | 131.4            | 112.6            | 1,825.5          |
| 来源：              |                  |                  |                  |                  |                  |                  |                  |                  |                  |                  |                  |                  |                  |

## 人口
1920年日本首次人口普查時，北九州地區人口合計有433,325人。1940年時，北九州地區人口大幅增加到818,950人。雖然二戰導致北九州市人口一度大幅減少，1947年時只有622,417人。戰後北九州市人口再次開始增長，1950年代初期時已恢復到戰前最高水準。1963年五市合併時，北九州市有人口1,032,648人，是當時福岡縣和九州地方人口最多的城市，也是日本人口第七多的城市和三大都市圈以外人口最多的城市。然而重工業為主的經濟構造導致北九州長期經濟增長緩慢，使得北九州陷入嚴峻的人口流出問題，人口增長速度也相對緩慢。1979年，北九州市人口達到1,068,415人的峰值之後開始減少，人口數也在這一時期被福岡市超過。北九州市的人口減少速度在泡沫經濟時期進一步加速，此後雖然在1990年代趨於平緩，但在2000年代之後再次開始加速，並在2005年跌破100萬。在1965年至2010年期間，北九州市人口減少了7萬人。2010年至2015年期間，北九州市人口減少了1.5萬人，是這五年期間中日本人口減少數最多的自治體。2020年8月1日時，北九州市有人口935,744人。社會減少是北九州市人口減少的主因。北九州市自1965年開始就是人口流出城市，一度出現過一年內人口流出過萬人的情況，近年幅度雖有所減少但仍呈現人口外流情況。北九州市的總和生育率為1.55，高於日本平均水準，並在政令指定都市中是最高水準。但在2003年之後，由於老齡化和少子化的進展，北九州市人口的自然增長率也轉入負成長。現在北九州市已將增加工作崗位，降低人口減少速度作為市政工作的最重要課題之一。
北九州市在合併之前，舊五市中以八幡和小倉兩市人口最多。1960年時，八幡市佔北九州地區五市人口的33.8%、小倉市佔29.0%、門司市佔15.4%、戶畑市佔11.0%、若松市佔10.8%。小倉地區因平地較多且服務業較為發達，在1980年代中期之後成為北九州市發展的中心，人口比重也明顯升高。2015年時，小倉地區佔北九州總人口的41%、八幡地區佔33.8%、門司區佔10.4%、若松區佔8.6%、戶畑區佔6.2%。2015年時，北九州市總人口中有外國人11,618人，其中以韓國、朝鮮人最多，中國人次之。

## 行政區劃

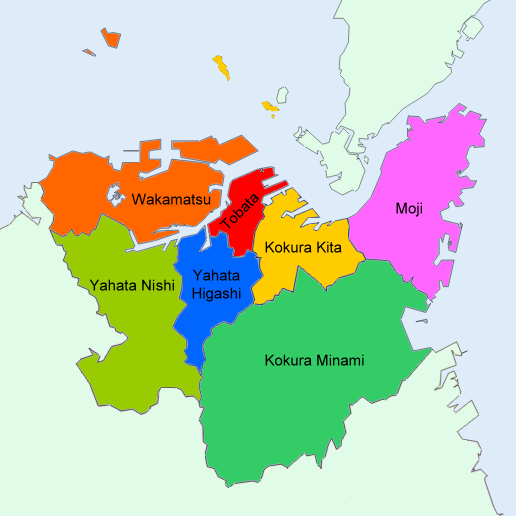
北九州市行政區劃劃分圖

在1963年合併之初，北九州地區的五市直接改為區，北九州市由五區組成。1974年4月1日，人口較多的小倉區分為小倉北區和小倉南區；八幡區分為八幡東區和八幡西區，北九州市管轄行政區劃數增加到七區並持續至今。北九州市七區概況如下：
| 區名     | 日文名 | 讀音（平假名） | 設立日期      | 面積 （平方公里） | 人口    | 人口密度 （每平方公里人口數） |
| -------- | ------ | -------------- | ------------- | ----------------- | ------- | ----------------------------- |
| 門司區   |        |                | 1963年2月10日 | 73.67             | 95,699  | 1,299                         |
| 小倉北區 |        |                | 1974年4月1日  | 39.23             | 182,164 | 4,643                         |
| 小倉南區 |        |                | 1974年4月1日  | 171.74            | 209,699 | 1,221                         |
| 若松區   |        |                | 1963年2月10日 | 71.31             | 80,656  | 1,131                         |
| 八幡東區 |        |                | 1974年4月1日  | 36.26             | 65,597  | 1,809                         |
| 八幡西區 |        |                | 1974年4月1日  | 83.13             | 251,429 | 3,025                         |
| 戶畑區   |        |                | 1963年2月10日 | 16.61             | 57,626  | 3,469                         |
| 北九州市 |        |                | 1963年2月10日 | 491.95            | 942,870 | 1,917                         |

## 政治
在日本眾議院選舉中，北九州市若松區、八幡西區、八幡東區、戶畑區屬於福岡縣第9區；門司區、小倉南區、小倉北區屬於福岡縣第10區。就過去的選舉結果來看，福岡9區在過去是民主黨較強的選舉區，但在自2012年開始的三次眾議院選舉中，自由民主黨三原朝彥取得勝利。但在2021年眾議院選舉時，無黨籍人士緒方林太郎當選。福岡10區則是自由民主黨較強的選舉區。自小選舉區導入以來，除了2009年2009年眾議院選舉之外，自民黨長期在該選區取得勝利。然而在2021年眾議院選舉時，立憲民主黨的城井崇戰勝自民黨的山本幸三，在這一選區當選。
北九州市現任市長是武內和久，他在2023年首次當選北九州市市長。北九州市議會共有57名議員，自民黨是議會中最大會派，有18名議員。其次是公明黨，有13名議員。福岡縣議會中北九州市共有15名議員。
北九州市由於和位於關門海峽對岸的下關市往來密切，兩地被合稱為關門都市圈，現在日本在探討實施道州制的同時，也有人提出將下關市與北九州市合併為獨立於道州之外的關門特別市。由於北九州市以舊有的五個城市為單位興建公共設施，因此在日本所有政令指定都市中，北九州市的人均公共設施面積高居首位，是政令指定都市平均水準的1.5倍。但這也帶來財政負擔沉重的問題，北九州市的行政費用也在政令指定都市中高居次席。

## 經濟

### 農業
農業在北九州市經濟中比重很小。2010年時，北九州市耕地面積有1,770公頃，農家3,003戶，農業就業人口有2,495人。北九州市農業呈現都市近郊農業的特點。農產品中生產金額最高的是蔬菜，其次是稻米。北九州市是福岡縣最大的西瓜產地，竹筍、茼蒿、番茄的產量也居福岡縣前列。 

### 工業

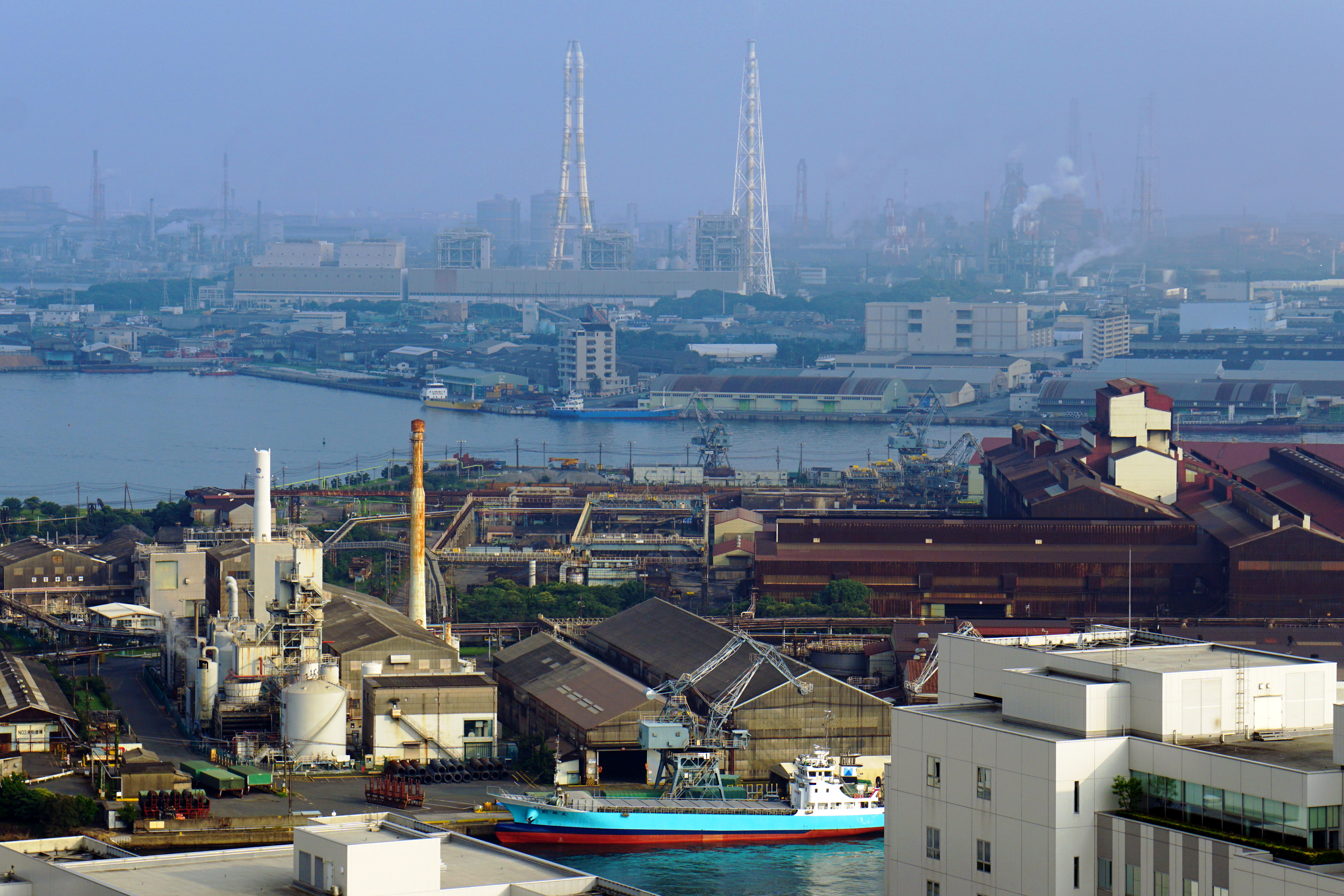
今日八幡製鐵所

北九州市是北九州工業地帶的中心都市，也是日本最重要的重工業都市之一。2014年，北九州市的市內生產總值有35358億日元，其中第二產業佔約四分之一，而在工業之中又以鋼鐵產業和化工業的比重最高。然而由於過於偏重重工業，北九州工業地帶在日本工業領域的地位和過去相比明顯下降。1963年時，北九州市的工業品生產額佔日本的1.9%，2009年時已下降到0.7%:179。北九州工業的興起開始於八幡製鐵所的開業，東田第一高爐是日本最早的近代煉鋼高爐。現在鋼鐵工業仍然是北九州工業中最重要部分之一，2014年新日鐵住金八幡製鐵所和小倉製鐵所的統合象徵北九州的鋼鐵工業進入新的時代。化學工業也曾在北九州工業中佔據重要地位，但也是受產業結構變化影響較大的行業。在北九州設有工廠的化工企業有日鐵化學&材料、三菱化學等企業。汽車產業也是北九州市重點發展的製造業。北九州市憑藉便利的物流條件吸引了眾多汽車廠商，是九州地方的一大汽車產業中心，市轄區及附近地區的年汽車產量約有130萬台。豐田汽車在小倉南區設有工廠。北九州對產學連攜十分重視，設立北九州學術研究都市以加強大學和企業之間的合作。半導體、機器人等高新產業也因此成為北九州市重點培育的產業。總部設在北九州的著名大型工業企業有大型潔具企業TOTO、日本最大的產業用機器人生產企業之一安川電機、耐火材料製造企業黑崎播磨等。

### 服務業
服務業是北九州經濟中的最大部門，佔北九州市內生產總值的約四分之三。北九州銀行是日本至2017年時最新設立的一家地方銀行，也是唯一一家總部設在北九州市的銀行。日本三大巨型銀行和福岡銀行、西日本都市銀行等金融機構也在北九州市設有分行。北九州市發祥的主要零售企業有大榮超市和井筒屋。北九州市的零售業面臨購物人口外流福岡市的問題，在SOGO和伊勢丹相继歇業之後，現在井筒屋是北九州唯一的百貨商店:170。北九州市現在將信息產業作為服務業的發展重點。1992年，北九州市政府設立了北九州科技園，支援科技企業在北九州投資:183。北九州学術研究都市也為北九州的信息產業提供了人才和支援。日本最大的地圖企業Zenrin就將總部設在北九州市。但和日本其他大都市的平均水準相比，北九州市的信息產業從業者比例仍然偏低，更遠低於九州地區信息產業中心的福岡市。北九州市以「環境首都」為城市的發展目標，對環保產業的發展頗為注力。北九州環保城專注廢物循環利用等環保產業，集中了大量環保企業入駐。北九州市還積極和外國展開環保事業的合作。也因此北九州市積極申辦環保領域的大型國際會議，並在小倉車站附近興建了大型會展中心以發展會展產業。2015年，北九州市舉辦了86場國際會議，在日本排名第11位。近年北九州市活用其在基礎設施和環保方面的經驗，在外國展開基礎設施興建業務並取得一定成功。

## 文化

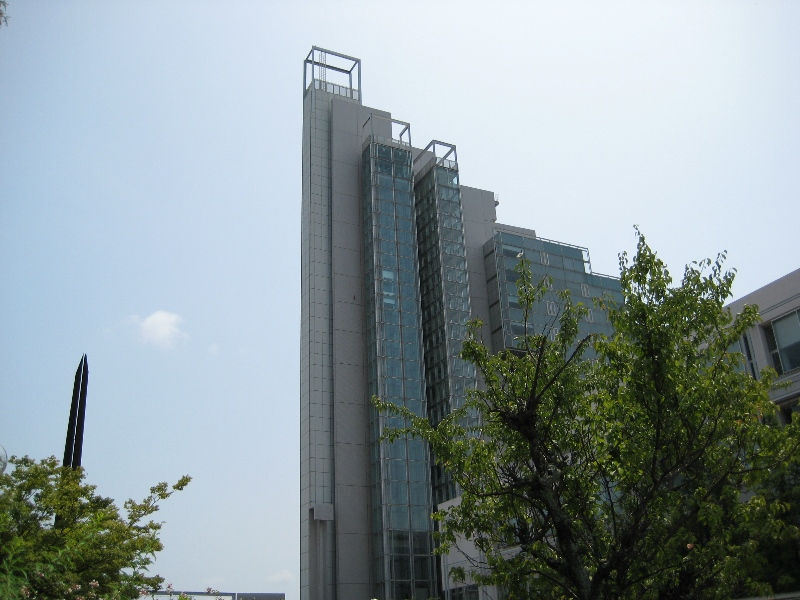
北九州市立大學北方校區

北九州市雖然是一座自近代才開始迅速興起的城市，但因其地處樞紐的地理位置加上來自各地的移民流入的歷史，使得北九州市文化十分多樣化。這一特徵也體現在北九州市的方言。北九州方言屬於豐日方言。由於北九州市人口大多為來自各地的移民，因此北九州方言是九州方言中音調最為接近標準語的方言，在文法上則受到瀨戶內地方的方言的影響，和福岡市的方言有較大不同。在曾在北九州居住過的作家中，以松本清張和森鷗外最為著名。森鷗外曾以軍醫身份在小倉工作過，其舊居現在是博物館。松本清張的人生中有約一半時間是在北九州市度過，留下了眾多以北九州為舞台的作品。現在小倉城附近設有北九州市立松本清張紀念館，收藏展示有關松本清張創作生涯的展品。
北九州具特色的當地菜餚有門司港的河魨和烤咖哩、戶畑什錦麵、八幡餃子等。百萬夏祭於1988年開始舉辦，於每年8月第一個週末舉行，現在已成為北九州最大的節慶活動。北九州其他主要的傳統慶典活動還有福岡縣三大夏祭之一的戶畑祇園大山笠，同屬福岡縣三大祇園祭的小倉祇園太鼓和黑崎祇園山笠。NHK北九州放送局是北九州唯一的電視台，福岡縣也是日本唯一一個擁有兩家NHK放送局的縣。北九州向日葵創建於2001年，是福岡縣第二家參加J聯賽的足球俱樂部，也是唯一一家以北九州為主場的職業體育俱樂部，現在參加日本職業足球丙級聯賽（J3）的賽事。北九州是日本唯一一個同時擁有四種公營競技中三種場地（賽馬場、競輪場、競艇場）的城市。小倉賽馬場是九州唯一的中央競馬球場。小倉競輪場是競輪運動發祥之地。

### 教育
北九州市內有多所高等教育機構。九州工業大學是北九州唯一的國立大學，在戶畑區（工學院）和若松區（生命體工學研究所）設有校區。北九州市立大學和九州齒科大學則是北九州的兩所公立大學。其中北九州市立大學創立於1946年，前身是小倉外事專門學校，是北九州規模最大的綜合性大學。此為北九州市還有九州營養福祉大學、九州共立大學、九州國際大學、九州女子大學等私立大學。

## 交通

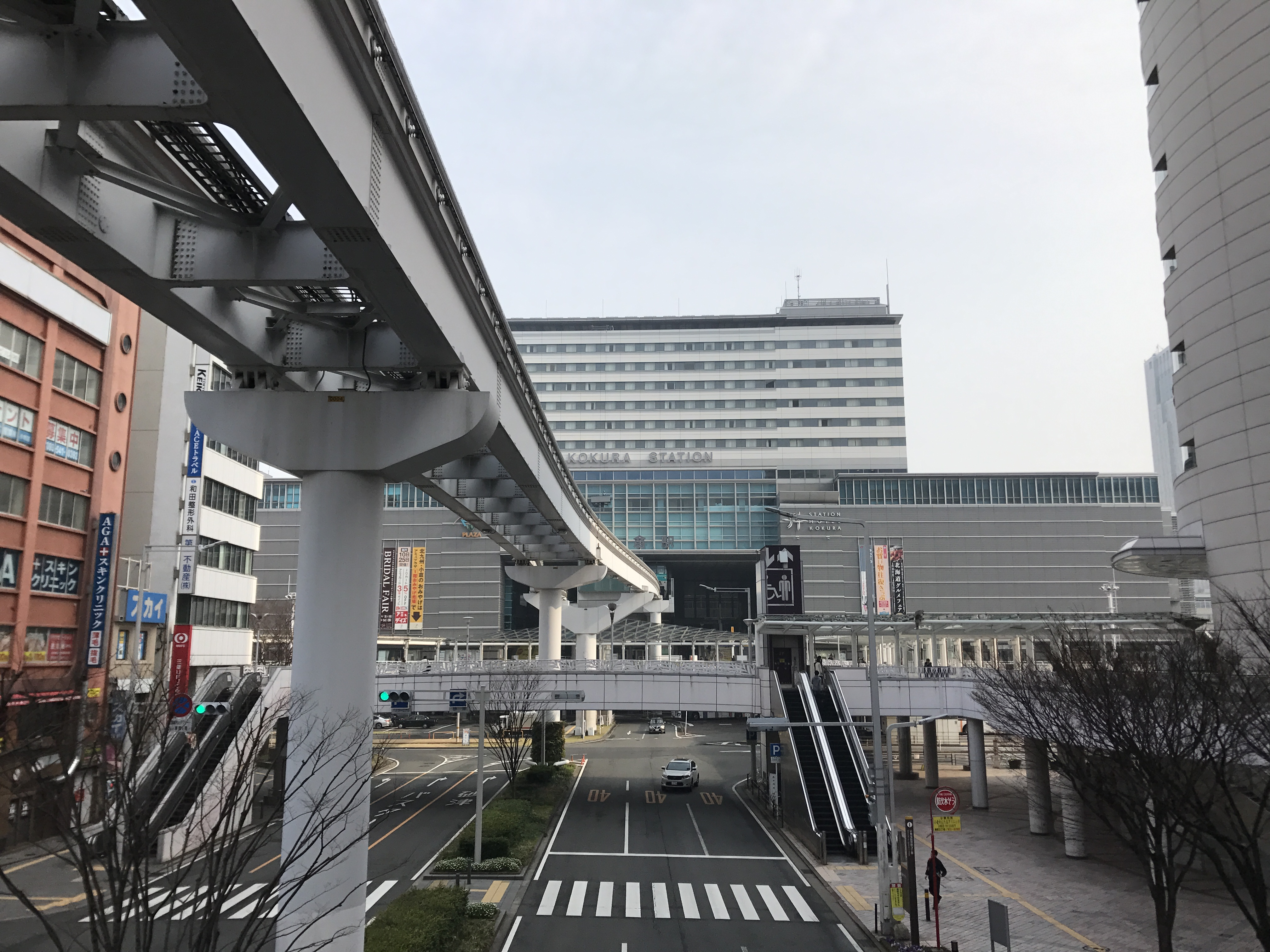
北九州單軌鐵路小倉線和小倉車站

北九州因其地理位置而成為連接本州和九州的樞紐，是九州地方的交通中心之一。北九州文藝復興構想中提出了4大工程計劃，分別是新北九州機場、東九州自動車道、響灘樞紐港和北九州學術研究都市，其中三個和交通有關，可見北九州政府十分重視提高北九州的交通樞紐地位:173。北九州市內的大部分鐵路路線由九州旅客鐵道（JR九州）運營，市內的在來線路線有鹿兒島本線、日豐本線、日田彥山線、筑豐本線、山陽本線，市內的JR路線屬於大都市近郊區間。小倉車站是北九州鐵路交通交通的中心。不僅鹿兒島本線、日豐本線和日田彥山線途徑小倉，也是北九州市唯一的新幹線車站。在小倉車站之外，門司港車站、門司車站、戶畑車站、八幡車站、黑崎車站、折尾車站、下曾根車站也是北九州市乘客較多的車站。除了JR的路線之外，北九州市還有筑豐電氣鐵道線一條私鐵路線。北九州高速鐵道經營有自小倉車站到企救丘車站的單軌鐵路小倉線。小倉線開通於1985年並在1998年延伸至小倉車站，是小倉地區重要的公共交通手段。此外北九州還有門司港懷舊觀光線和皿倉山纜車兩條主要用於觀光的鐵路。西鐵北九州線曾是北九州市內交通重要手段之一，但已在2000年完全廢除。
北九州市內有關門橋（關門自動車道）、九州自動車道和東九州自動車道三條高速公路。2016年東九州自動車道豐前至椎田南之間區間開通之後，自北九州市可直達大分市和宮崎市，加上既有的九州自動車道，使得北九州的交通結點地位更加上升。自北九州出發有前往東京都、名古屋市和西日本及九州各地的高速巴士。北九州市內的巴士則由西鐵巴士和北九州市交通局負責運營。西鐵巴士主要經營市轄區東部的巴士，交通局則主要經營市轄區西部的巴士。北九州港是西日本最大的物流據點之一，分為新門司、門司、小倉、洞海、響灘等多個港區，並擁有太刀浦、響兩處大型貨櫃碼頭。2015年北九州港處理的貨櫃量達347,459TEU。北九州港也是重要的客運港，運行有前往神戶市、名古屋市和東京等地的定期航線。2015年，北九州港的客運量超過150萬人。北九州機場開業於2006年，是一座24小時機場，跑道長2500米，運行有前往東京國際機場、仁川、釜山、大連等地的航線。2014年北九州機場的客流量超過120萬人。星悅航空的總部設在北九州機場。

## 觀光

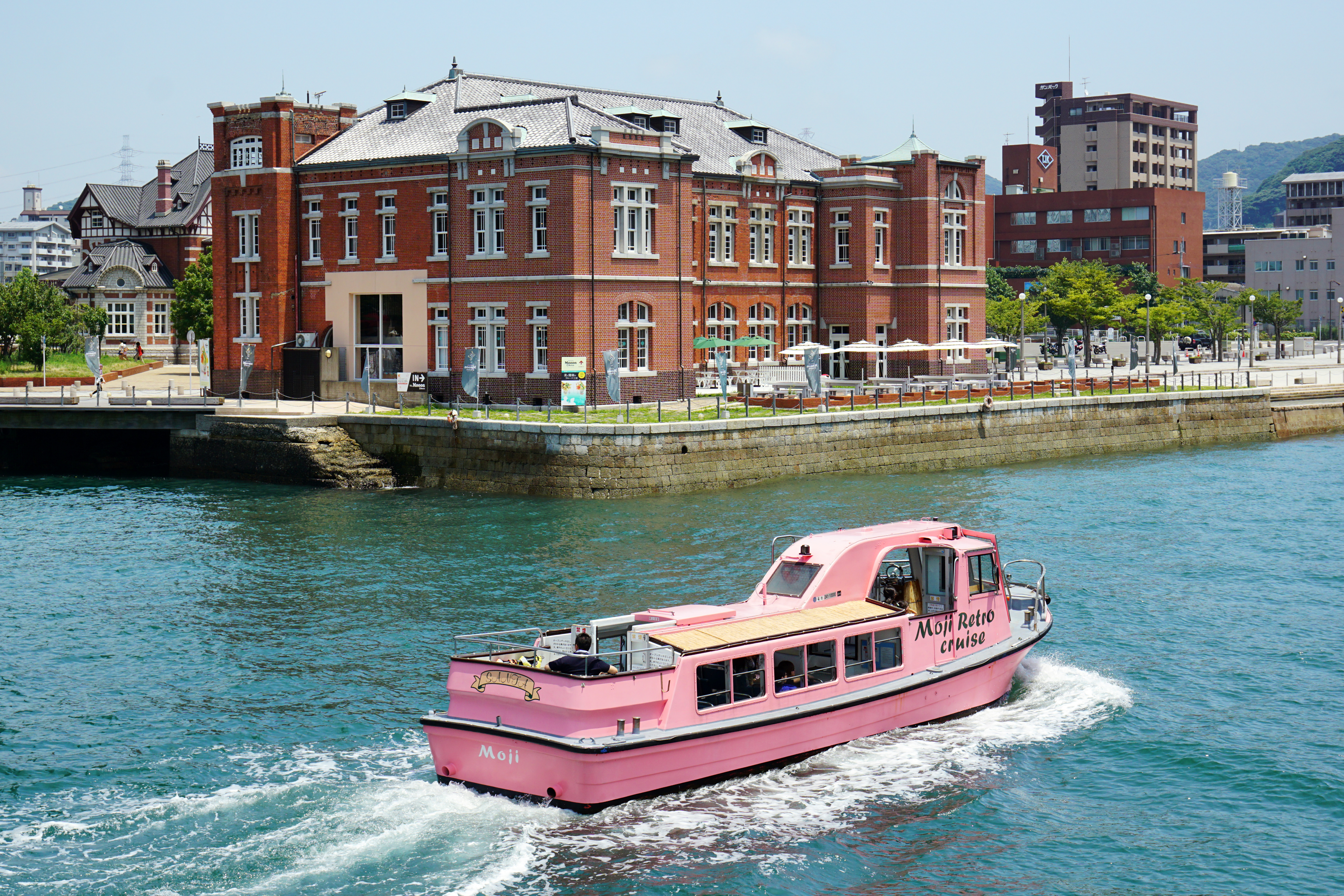
舊門司海關和門司港懷舊遊船

北九州市是一座重工業都市，在過去觀光產業並不發達。但自北九州文藝復興構想提出以來，北九州市已將觀光產業作為重點產業發展，並且積極利用近現代的產業遺產，將其改造為觀光資源:171。2018年，有2319.4萬人觀光客造訪北九州，比2017年減少了8.4%。但北九州市的觀光產業也面臨諸多嚴峻課題，如熱門景點之一的宇宙世界在2017年宣告關閉。小倉城和小倉城庭園是北九州市最具代表性的古蹟之一。現在的小倉城天守重建於1959年，是小倉的地標之一。小倉城附近的RiverWalk北九州則是北九州規模最大的購物中心之一，並集合了北九州藝術劇場和北九州市立美術館分館，是小倉地區最大的商業和觀光設施之一。同樣鄰近小倉城的旦過市場的歷史開始於大正時代，代表了北九州商業和飲食文化的傳統一面，有「北九州的廚房」之稱。
北九州的主要博物館有展示有關北九州自然史和人文史的北九州市立生命之旅博物館、收藏展示眾多蒸汽機車的九州鐵道紀念館、以教堂為設計概念的北九州市立美術館。地處九州玄關的門司港保留有眾多明治至昭和前期的西洋式建築。當地政府自1988年開始耗資300億日元對門司的西洋建築進行整修，並將這一地區統一規劃為門司港懷舊，吸引了眾多遊客。北九州多山的地形使得市內有眾多眺望勝地，其中自皿倉山看到的夜景有「百億美元的夜景」之稱，被選入新日本三大夜景。

## 姊妹、友好城市
北九州市和以下外國城市有姊妹、友好都市關係：
| 國家           | 城市                 | 締結年 |
| -------------- | -------------------- | ------ |
| 美国           | 塔科馬（華盛頓州）   | 1959年 |
| 美国           | 諾福克（維吉尼亞州） | 1959年 |
| 中华人民共和国 | 大連市（遼寧省）     | 1979年 |
|                | 仁川廣域市           | 1988年 |
| 越南           | 海防市               | 2014年 |
| 柬埔寨         | 金邊                 | 2016年 |

## 外部連結
- （简体中文） 北九州市官方網頁
- （繁體中文） 北九州市觀光協會 （页面存档备份，存于）
- （简体中文） 北九州市觀光協會 （页面存档备份，存于）
- （简体中文） 北九州國際交流協會 （页面存档备份，存于）
- （日語） 關門海峽觀光推進協議會 （页面存档备份，存于）
- （日語） 北九州貿易協會 （页面存档备份，存于）